# Штрібро
Штрібро (чеськ. Stříbro; нім. Mies) — місто в Чехії, у районі Пльзен, за 25 кілометрів на захід від столиці району — міста Пльзень.
Назва міста походить від чеського слова срібло (чеськ. stříbro), яке видобувалось у цій місцевості. Німецьке ім'я Міас походить від назви річки Міас (Мже) (лат. Misa), що протікає містом.

## Історія
Штрібро первинно було поселенням старателів. Перша згадка датується 1183 роком. Воно набуло статусу міста у 1263 році.